# Wyspa Pomorska

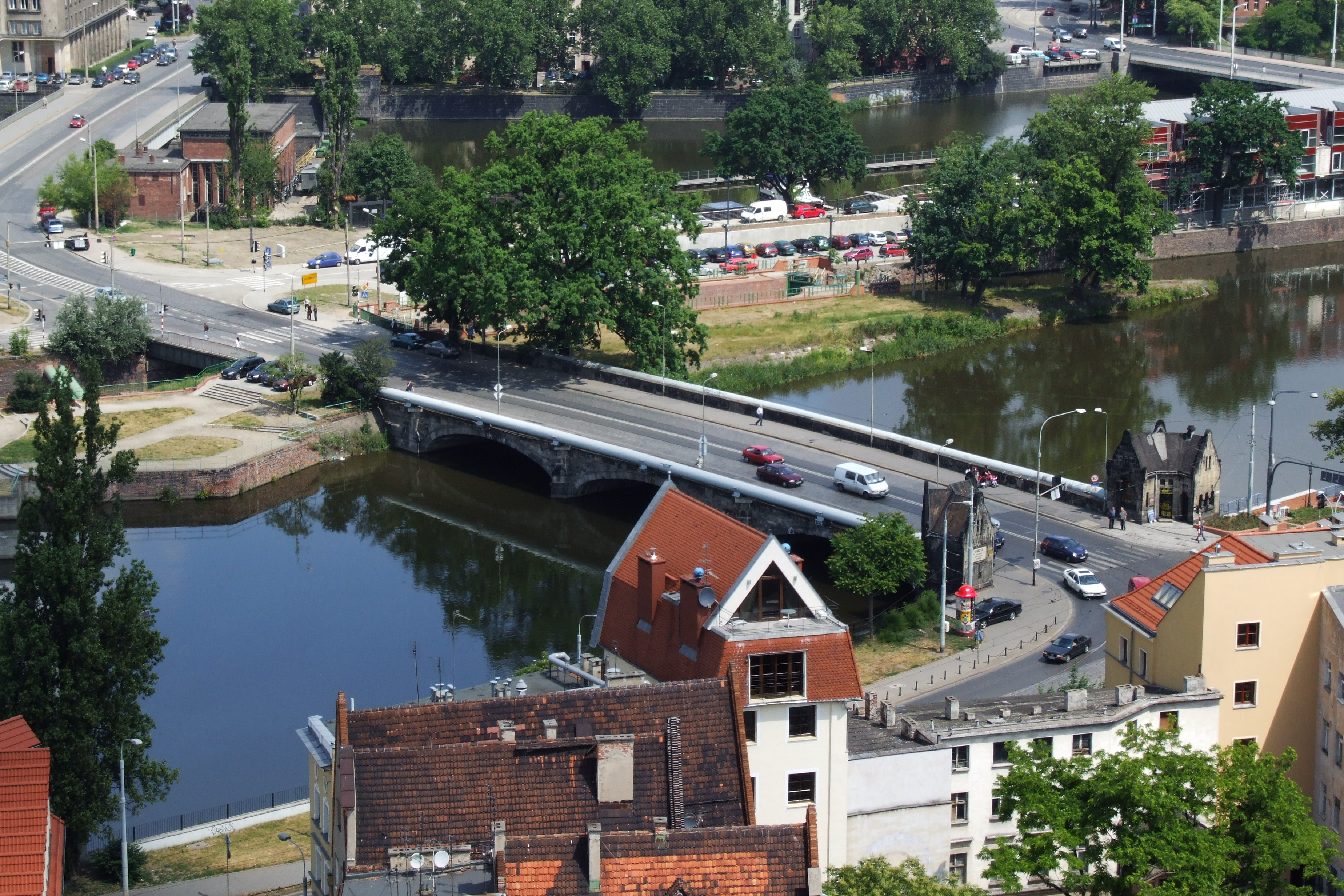
Wyspa Pomorska w 2008, przed rozpoczęciem budowy zabudowań mieszkalnych. Widoczna również oddzielona od wyspy wąską Śluzą Piaskową Kępa Mieszczańska

Wyspa Pomorska – niewielka wyspa na Odrze we Wrocławiu, oddzielona od znacznie większej, położonej na północ od niej Kępy Mieszczańskiej przez Śluzę Mieszczańską, leży w obrębie Śródmiejskiego Węzła Wodnego – Dolnego. Wyspa połączona jest z Kępą Mieszczańską mostem Pomorskim Środkowym oraz ze Starym Miastem mostem Pomorskim Południowym. Wyspa Pomorska powstała w wyniki wykonania przekopu na potrzeby budowy Śluzy Mieszczańskiej i szlaku wodnego.
Wyspa Pomorska jest rozciągnięta i bardzo wąska, w najszerszym miejscu ma 28. Blisko środka wyspy rośnie 200-letni dąb. Od kilku lat cały teren wyspy na wschód od Mostów Pomorskich obejmuje budynek Marina III. Budynek jest od niej szerszy, dlatego też zastosowano legary wspierające tarasy zewnętrzne na parterze. Pod budynkiem, a wewnątrz wyspy znajduje się dwupoziomowy parking podziemny obsługujący apartamenty mieszczące się w budynku.

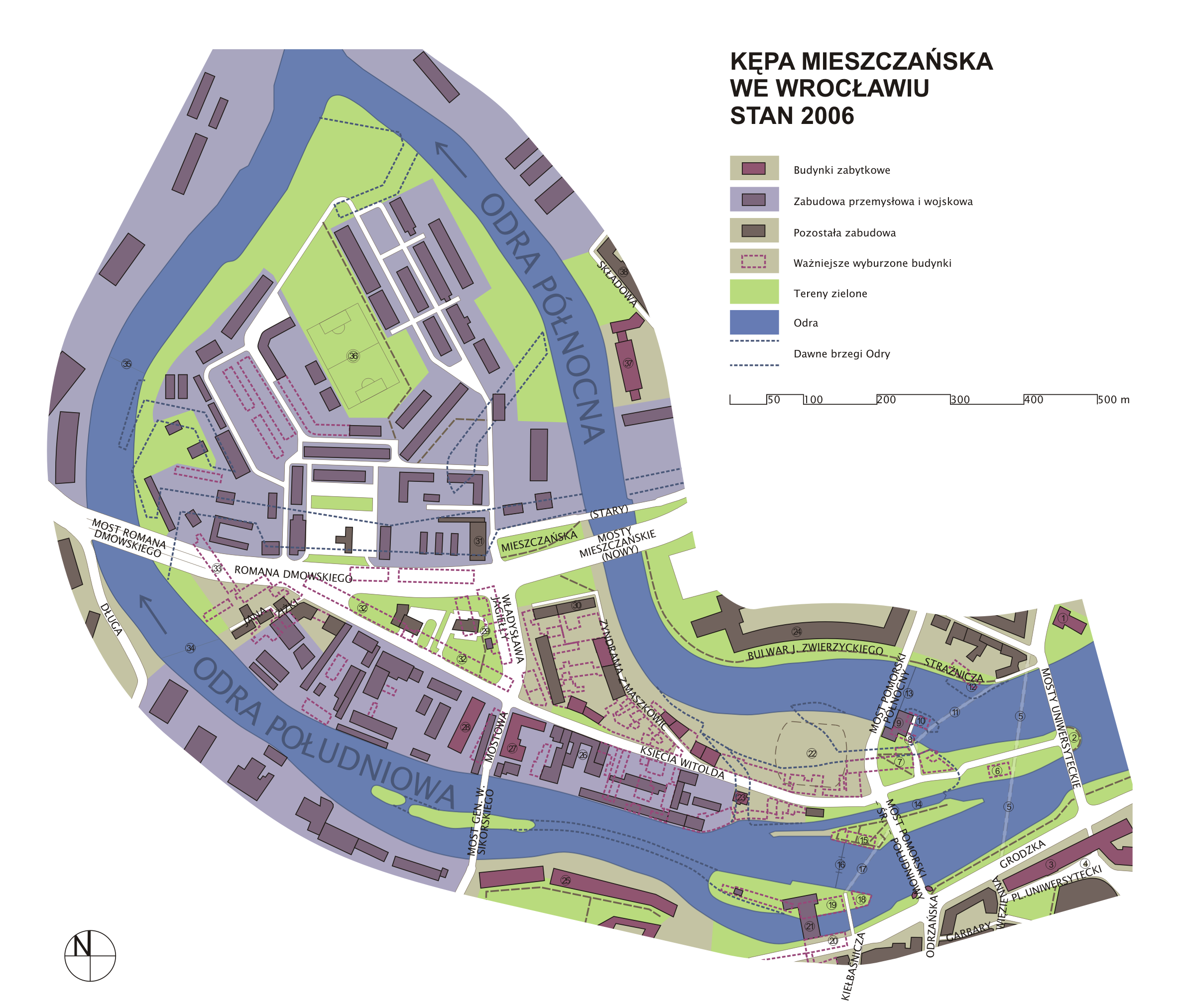
Kępa Mieszczańska i otaczające ją mniejsze wyspy – Wyspa Pomorska widoczna pomiędzy mostami Pomorskim Środkowym i Pomorskim Południowym